# Meiko Haigou
Meiko Haigou (拝郷メイコ,  Haigou Meiko, (nacida el 6 de mayo de 1978 en la ciudad de Tokio, Japón) es una cantante independiente japonesa. Conocida por ser la proveedora de voz de la primera vocaloid  japonesa Meiko (software) de la compañía Crypton Future Media y la primera voz japonesa para el programa, desarrollada originalmente por Yamaha Corporation. también por ser creadora de su sello independiente "nanno record" promovido por NIchion Inc y por su voz hermosa y profesional.

## Biografía

### Primeros años y carrera
Meiko nació el 6 de mayo de 1978 en Tokio, Japón, y desde muy pequeña sintió amor por la música.
En el año 1995, formó una banda llamada "Mama Mango" con sus amigos, finalista en "High School Competition Band Battle" de Yamaha. Luego se unió a la unidad vocal "Fragrance Balance". Al mismo tiempo, también comenzó a escribir letras.
En 1996, Fragrance Balance ganó el premio especial del jurado en "The 5th MUSIC QUEST JAPAN FINAL de Yamaha. Fragrance Balance se disolvió en 1997. 
En el 2001 las compañías Yamaha Corporation y Crypton Future Media realizan un contrato con ella para brindarle su voz a la primera Vocaloid japonesa, Meiko (software). Este contrato surgió de un concurso de Música amateur organizado por la YAMAHA, en el cual, a la edad de 18 años, Meiko participó y ganó. Después de esto, además de contratarla, YAMAHA la promociono como artista. (El nombre del personaje Meiko (software) se deriva del nombre de Haigou). Cuando los videoclips comenzaron a subirse a Nico Nico Douga , Haigou solía escribir Blogs al respecto, disfrutando de su momento en el centro de atención de esta nueva Tecnología.)
Haigou debutó con su sencillo "Tomato Soup" el 7 de noviembre de 2001, con Yamaha Corporation. En el mismo año, Meiko actuó en solitario en Yotsuya Skylight antes de que se lanzará el CD Disco compacto.
Su contrato con Yamaha Corporation terminó en 2006. En diciembre del mismo año, estableció su propio sello “nanno record” promovido por NIchion Inc.
Más tarde, participó activamente en varios eventos, como conciertos en vivo, espectáculos callejeros, Programas de televisión, etc. Trabajó en canciones comerciales como: ピンキーちょうだい (¡Dame tu dedo meñique!) y どれどれの木 (dore dore no uta, The Whichever Tree). También actuó en vivo en EXPO 2005 AICHI, JAPÓN.

### 2019 - Actualidad
Meiko todavía está activa en la escena musical y con frecuencia realiza Mini conciertos en vivo frente a un público pequeño, incluso en salones, cafés y clubes en todo Japón. Al menos dos veces al mes, actuará en lugares que requieren una tarifa de entrada. Muchos de estos eventos oscilan entre los 3000 y los 5000 Yenes y son menos íntimos que cuando actúa en los salones.
El 10 de noviembre de 2019, para celebrar el 15.º aniversario del software MEIKO, se llevó a cabo un evento público "MEIKO 15th Year Anniversary ~Fleur rouge~". El evento también contó con invitados especiales Naoto Fuuga (Voz de Kaito (software)) y Yū Asakawa (voz de Megurine Luka ). Las entradas estaban a la venta por 9680 Yenes y se agotaron casi de inmediato. El evento consistió en un tiempo de discusión, donde los tres artistas discutieron sobre Vocaloid y cómo había impactado sus vidas, además de hablar uno a uno con la audiencia en ocasiones. También hubo presentaciones en vivo de canciones de Kaito (software) y Megurine Luka, pero el enfoque principal fue Meiko (software) y la propia Haigou interpretó casi 40 minutos de su música.
El evento se llevó a cabo en STUDIO EARTH en STAR RISE TOWE, ubicado en Minato-ku, Tokio.
Los asistentes a este gran evento fueron obsequiados con un vaso especialmente diseñado que mostraba a Meiko (software) (vocaloid) con el texto "15th Year Anniversary" impreso en él.

## Discografía
Solitario
- どれどれの唄 (Whichever Song) (2005.07.09) - Video musical animado producido por Studio Ghibli
- もしも私がお母さんになったら (If I Become a Mother) (2003.09.25) - Meiko Haigou y Pitch Talks
- メロディ（2002.11.20）
- やさしいちから (Soft Power) (2002.02.06)
- トマトスープ (Tomato Soup) (2001.11.07)

Álbumes
- ホシノモト(2017.11.10)
- BROOCh（2012.06.08）
- HELLO TREE（2009.09.04）
- ウタカタクロール（2007.01.31）
- 日々是青色（2005.07.20）
- ソイトゲヨウ（2003.11.19）
- ミチカケ （2002.03.06）

Otros álbumes
- 古川本舗 「Alice in wonderword」[6](2011.06.15) - 「Alice」ヴォーカル
- 東京カフェスタイル #1 stories[7]（2012.04.25） - オムニバス・ユニット「f.e.n.（female ensemble network）」のメンバーとし
- て。荒井由実のカバー集。
- 古川本舗 「ガールフレンド・フロム・キョウト」[8](2012.11.07) - 「恋の惑星」ヴォーカル

Canciones para otros artistas
- 石嶺聡子「バイバイ」（1998.10.28） - Letra
- 安藤禎央「永遠[9]」（2006.04.25） - Letras y voz

Comerciales
- フレンテ (企業) - CMソング「ピンキーちょうだい」
- Canción de la Asociación Nacional de Promoción de la Leche-CM "Milk, right?"
- 読売新聞グループ本社
- 新潟総合テレビ - "Glider" (canción de la campaña "Dreaming 2006", 2006)
- 日本デルモンテ - 「ラクベジ野菜と乳酸菌[10]」
- ワコール - LALAN「うわさのリボンブラ体操」
- ミスタードーナツ - カラフルドーナツ、シェイキーポップ「私に」篇

Películas
- Canción para la película "Transformation" 主題歌（アルバム『日々是青色』より『蒼い花』）"Aoi Hana" del álbum "Daily Blue")

Apariciones en TV
Actual
- 拝郷メイコ ユメミル細胞（Martes, 6 de abril de 2021 a las 21:00-21:30）

En el pasado
- Mago a las 5 en punto ( Tokyo MX TV )
- XEBEC en línea ( Tokyo MX TV )
- Especial de medianoche de Tokai Radio　Tsukinomono de Meiko Haigou ( Tokai Radio Broadcasting )
- FIESTA DE LA MÚSICA ( Red de cable TOKAI )
- K-MIX 8×8 RADIO TREE de Meiko Haigou [11] (K-MIX, 6 de octubre de 2009-martes 26 de marzo de 2013 20:00-20:25)
- K-mix Maison de Ami Sala 102 [12] (2 de abril de 2013-Martes 21:00-21:25. Retransmisión: Martes 27:00-27:25)
- K-mix Midnight Rendez-vous “Midran” (4 de abril de 2017-martes 25:00-26:00)

Juegos
- Project Sekai: Colorful Stage! feat. Hatsune Miku (30 de septiembre de 2020, iOS / Android ) - Como voz de Meiko (software) vocaloid